# آزمایش‌های شهوانی فرانکنشتاین
آزمایش‌های شهوانی فرانکنشتاین (فرانسوی: Les Expériences érotiques de Frankenstein‎) یک فیلم ترسناک اِروتیک به کارگردانی خسوس فرانکو است که در سال ۱۹۷۱ منتشر شد.

## گزیدهٔ بازیگران
- آلبرتو دالبس
- هوارد ورنون
- دنیس پرایس
- کارمن یاسالده
- خسوس فرانکو
- لینا رومای
- لوئیس باربو